# Deutsche Badmintonmeisterschaft 1997
Die Deutsche Badmintonmeisterschaft 1997 fand vom 30. Januar bis zum 2. Februar 1997 in Hannover statt.

## Medaillengewinner
| Disziplin    | Gold                                                                           | Silber                                                                           | Bronze                                                                                 |
| ------------ | ------------------------------------------------------------------------------ | -------------------------------------------------------------------------------- | -------------------------------------------------------------------------------------- |
| Herreneinzel | Oliver Pongratz (FC Langenfeld)                                                | Detlef Poste (SC Bayer 05 Uerdingen)                                             | Björn Decker (SSV Heiligenwald)                                                        |
| Herreneinzel | Oliver Pongratz (FC Langenfeld)                                                | Detlef Poste (SC Bayer 05 Uerdingen)                                             | Mike Joppien (FC Langenfeld)                                                           |
| Dameneinzel  | Nicole Grether (SC Bayer 05 Uerdingen)                                         | Katja Michalowsky (BC Eintracht Südring Berlin)                                  | Nicole Baldewein (Bottroper BG)                                                        |
| Dameneinzel  | Nicole Grether (SC Bayer 05 Uerdingen)                                         | Katja Michalowsky (BC Eintracht Südring Berlin)                                  | Stefanie Müller (SV Fortuna Regensburg)                                                |
| Herrendoppel | Michael Helber (SV Fortuna Regensburg) Björn Siegemund (SV Fortuna Regensburg) | Uwe Ossenbrink (TuS Wiebelskirchen) Kai Mitteldorf (BC Eintracht Südring Berlin) | Martin Kranitz (SSV Heiligenwald) Franz-Josef Müller (TuS Wiebelskirchen)              |
| Herrendoppel | Michael Helber (SV Fortuna Regensburg) Björn Siegemund (SV Fortuna Regensburg) | Uwe Ossenbrink (TuS Wiebelskirchen) Kai Mitteldorf (BC Eintracht Südring Berlin) | Michael Keck (SSV Heiligenwald) Christian Mohr (FC Langenfeld)                         |
| Damendoppel  | Katrin Schmidt (TuS Wiebelskirchen) Kerstin Ubben (VfL 93 Hamburg)             | Sandra Beißel (SC Bayer 05 Uerdingen) Nicol Pitro (TuS Wiebelskirchen)           | Viola Rathgeber (SSV Heiligenwald) Anika Sietz (BV Gifhorn)                            |
| Damendoppel  | Katrin Schmidt (TuS Wiebelskirchen) Kerstin Ubben (VfL 93 Hamburg)             | Sandra Beißel (SC Bayer 05 Uerdingen) Nicol Pitro (TuS Wiebelskirchen)           | Nicole Grether (SC Bayer 05 Uerdingen) Katja Michalowsky (BC Eintracht Südring Berlin) |
| Mixed        | Björn Siegemund (SV Fortuna Regensburg) Katrin Schmidt (TuS Wiebelskirchen)    | Stephan Kuhl (SC Bayer 05 Uerdingen) Nicol Pitro (TuS Wiebelskirchen)            | Michael Keck (SSV Heiligenwald) Karen Stechmann (FC Langenfeld)                        |
| Mixed        | Björn Siegemund (SV Fortuna Regensburg) Katrin Schmidt (TuS Wiebelskirchen)    | Stephan Kuhl (SC Bayer 05 Uerdingen) Nicol Pitro (TuS Wiebelskirchen)            | Christian Mohr (FC Langenfeld) Sandra Beißel (SC Bayer 05 Uerdingen)                   |